# 윤행석
윤행석(1969년 7월 6일 ~ )은 대한민국 광주MBC 방송 PD이다.

## 학력
- 성균관대 영문학과 학사
- 성공회대 문화대학원 석사

## 경력
- 1995년 : 광주MBC
- 광주MBC PD

## 제작

### TV 프로그램
- 2001년 : 광주MBC TV 《얼씨구학당》(2000 ~ 2001)
- 2003년 : 광주MBC TV 《신얼씨구학당》(2003 ~ 2008, 240회)
- 2008년 : 광주MBC TV 《한민족의 소리》(50편)
- 2012년 : 광주MBC TV 《선비의 길》(10편)
- 2013년 : 광주MBC TV 《남도는 깊다》(2013 ~ 2018, 35편)
- 2014년 : 광주MBC TV 《공재 윤두서, 300년의 만남》(2부작 다큐)
- 2018년 : MBC TV 《우리가락 우리문화》
- 2018년 :  유튜브 채널 <얼씨구TV>
- 2021년: 유튜브 채널 <전설의 타이거즈>

## 출판
- 2007년 : 《우리동네 소리꾼을 찾아라, 전라도닷컴》
- 2011년 : 《한민족의 소리를 만나다, 심미안》